# Septembre 1979

## Événements
- 3 septembre : Goukouni Oueddei est reconnu comme président du Tchad (fin en 1982).
- 3 - 9 septembre : réunion des pays non-alignés à La Havane : Tito conduit les modérés dans leur opposition à la position prosoviétique du dirigeant cubain Fidel Castro.
- 9 septembre (Formule 1) : Grand Prix automobile d'Italie.
- 10 septembre : mort d’Agostinho Neto, dirigeant du MPLA. José Eduardo dos Santos le remplace comme président de la République populaire d'Angola.
- 13 septembre : indépendance du bantoustan du Venda, non reconnue par la communauté internationale.
- 14 septembre : le président de l'Afghanistan Mohammad Taraki est assassiné par Hafizullah Amin qui lui succède.
- 16 septembre (Rallye automobile) : arrivée du Critérium du Québec.
- 16 septembre : deux familles est-allemandes réussissent leur fuite d'Allemagne de l'Est en montgolfière.
- 20 - 21 septembre : Destitution de l'empereur de Centrafrique Jean Bédel Bokassa, compromis dans des massacres d’enfants. L’ancien président David Dacko reprend le pouvoir en Centrafrique à la suite d’un coup d’État opéré avec l’aide de parachutistes français (fin en 1981).
- 22 septembre : incident Vela dans l’océan Indien au large de l'Afrique du Sud.
- 26 septembre : en Centrafrique, Bernard Ayandho est nommé Premier ministre de la République centrafricaine.
- 30 septembre (Formule 1) : Grand Prix automobile du Canada

## Naissances
- 1er septembre : Nadjib Toubal, footballeur algérien.
- 2 septembre : Antonia Klugmann, cuisinière italienne.
- 6 septembre : 
  - Nicola Gigli, mathématicien italien.
  - Dzyanis Kowba, footballeur biélorusse († 18 novembre 2021).
- 8 septembre : Pink, chanteuse américaine.
- 9 septembre : Frédéric de Lanouvelle, aventurier et journaliste français.
- 11 septembre : Éric Abidal, footballeur français.
- 12 septembre : 
  - Sergio Martínez, matador espagnol.
  - Azek,  graffeur français.
- 13 septembre : Fernando Robleño, matador espagnol.
- 14 septembre :
  - Jordi Berenguer, coureur cycliste espagnol.
  - Steve Giasson, artiste conceptuel canadien.
  - Chris John, boxeur indonésien.
  - Richard Mascarañas, coureur cycliste uruguayen.
  - Sâm Mirhosseini, acteur, réalisateur et scénariste franco-iranien.
  - Ivica Olić, footballeur international croate.
  - Ricardo Pereira, acteur portugais, mannequin et présentateur de télévision.
  - Antônio Silva, pratiquant brésilien d'arts martiaux mixtes (MMA).
- 17 septembre :
  - Chuck Comeau, batteur du groupe canadien Simple Plan.
  - Billy Miller, acteur américain († 15 septembre 2023).
- 19 septembre : Noémie Lenoir, top-model  et actrice française
- 20 septembre : Gil Alma, acteur français.
- 22 septembre : Roberto Saviano, écrivain et journaliste italien.
- 24 septembre : Katja Kassin, actrice de charme allemande.
- 28 septembre : Bam Margera, skateboarder américain.

## Décès
- 9 septembre : Wilbur Ware, contrebassiste de jazz américain (° 8 septembre 1923).
- 28 septembre : Jean-René Claudel, spéléologue français (° 10 avril 1898).